# Baile general d'Aragó
El baile general d'Aragó (també transcrit en texts antics com a bayle general o batle general) era el funcionari de la casa del rei encarregat de l'administració del patrimoni d'exclusiva titularitat règia al territori aragonès. Com a tal, recaptava peatges, drets d'explotació de mines i terres règies, multes i successions en nom del rei. Era així mateix jutge en les matèries concernents a tals drets.
Els seus orígens es remunten als furs de Jaume I el Conqueridor, on se li defineix com a administrador de les rendes reals i guarda de la justícia. En la pràctica la seva capacitat jurisdiccional es limita a la resolució de controvèrsies relatives al patrimoni real i la persecució de la falsificació de moneda. Durant el regnat de Jaume I i al principi del regnat de Pere el Gran el càrrec va ser ocupat per jueus, però el Privilegi General ho va prohibir.
El ball general nomenava els balls locals d'aquelles localitats i zones en les quals el rei no els nomenava directament. Així mateix van existir Bailes Generals equivalents en cada estat peninsular de la Corona —denominat Batle o Baile General, al Regne de València i al Principat de Catalunya.
Es tractava d'un dels càrrecs més alts del regne, doncs a més de gestionar el patrimoni real era un conseller de confiança del rei i moltes vegades actuava com a lloctinent seu.

## Història
El càrrec, com els equivalents de València i Catalunya, data del segle xiii. Es tractar d'una evolució dels antics balls i càrrecs locals, molt sovint jueus. Amb el temps, les corts van forçar al rei a prohibir el nomenament de jueus per a tal càrrec, especialment arran de la rebel·lió de la Unió d'Aragó i del Privilegi General que està va aconseguir en 1283. Arran d'això, el rei va començar a recolzar-se en una estructura més professional.
Malgrat la victòria del rei Pere el Cerimoniós sobre la Unió en la batalla d'Épila (1348) i la posterior derogació dels privilegis, el rei es va recolzar va mantenir el suport a figures com el Justícia i el Ball General.
El sistema de recaptació va ser reformat en temps de Felip II de Castella, amb la creació del Receptor de la rendes reials de la Bailia General d'Aragó. Malgrat això, el càrrec va sobreviure fins a l'abolició de les institucions forals amb els Decrets de Nova Planta.

## Bailes Generals d'Aragó
- Pere d'Urries
- Íñigo López de Jasa (1291-1292)
- Pere de Mora (1298-1299)
- Bernat d'Esplugues (1299-1300)
- Berenguer de Tobia (1300-1301)
- Gil de Jaca (1302-1306)
- Egidio de Jaca (1307)
- Joan Bernadí (1308-1310)
- Esteve de Roda (1310-1314)
- Rodrigo Gil Tarín (1315-1318)
- Pere de Martorell (1318-1331)
- Martín Garcés de Marcilla (1333-)
- Pedro Justaz (-1342)
- Ferrer de Lanuza (1342-1343)
- Juan Jiménez de Perencisa (1354)
- Jaume de Rocafort (1362)
- Domingo López Sarnés (1372-1373)
- García López de Sesé (1388)
- Ramon de Mur (1402-1418)
- Álvaro Garavito (1420-1423)
- Martí Díez de Aux (1436)
- Martí de Lanuza (1458)
- Martí de Loizaga (1519)
- Jerónimo Jiménez de Embún (1541)
- Manuel de Sesé (-1587)
- Alonso Celdrán de Alcarraz (1590-1600)
- Francisco Luis de Gurrea y Castro (1612-1618), encara que no va exercí i fou substituir pel seu lloctinent, Juan Hermenegildo de Erbas
- Juan de Gurrea (1636)
- Diego Bernardo de Erbas (1657-1668)
- Martí de Altarriba y Torres (1671)
- José de Ejea y Tornamira (1678-1701)